# Nielsen Audio
Nielsen Audio (früher Arbitron) (NYSE:ARB) ist ein Marktforschungsunternehmen in den USA. Es ist Marktführer bei den Reichweitenuntersuchungen für Radiosender.
Das 1949 gegründete Unternehmen hat seinen Sitz in Columbia. Es erzielte 2009 einen Umsatz von 376 Millionen US-Dollar. Die Mitarbeiterzahl betrug 1300. Das Unternehmen hat das Portable People Meter entwickelt, das Hörgewohnheiten deutlich genauer erfassen kann, als die bisherigen größtenteils auf Umfragen beruhenden Erhebungsmethoden zur Radionutzung.